# Commandement régional du Sud
Le commandement régional du Sud (hébreu : פיקוד דרום), souvent abrégé en Padam (פד"מ), est un commandement régional de Tsahal responsable de la défense du Néguev, de l'Arabah et d'Eilat. Il est actuellement dirigé par Yaron Finkelman.

## Histoire
Pendant de nombreuses années, le commandement du Sud fut chargé de défendre le Néguev et de sécuriser la frontière de la péninsule du Sinaï depuis l'Égypte. Il mena les troupes de Tsahal dans cinq guerres contre l'Égypte : la guerre israélo-arabe de 1948, la guerre du canal de Suez, la guerre des Six Jours, la guerre d'usure et la guerre du Kippour. Cette forte activité opérationnelle et son bilan exigeant ont conduit à un remplacement assez rapide des Aloufs du Commandement du Sud (SCA).

## Organisation en 2023
- Commandement régional du Sud

Organisation du commandement du Sud en 2023.

  -   80e division (division territoriale d'Édom)
    -  406e brigade territoriale « Yoav »
    -  460e brigade blindée (entraînement)
    -  512e brigade territoriale « Paran »
    -  425e brigade d'artillerie (école d'artillerie de campagne)

  -   143e division
    -  261e brigade d'infanterie (réserve) (formée par l'école des officiers des forces terrestres israéliennes)
    -  6643e brigade territoriale « Katif » (Sud de Gaza)
    -  7643e brigade territoriale « Gefen » (Nord de Gaza)

  -   162e division (Ha-Plada / division blindée)
    -  5e brigade d'infanterie « Givati » (réserve)
    -  84e brigade d'infanterie « Givati »
    -  401e brigade blindée
    -  933e brigade d'infanterie « Nahal »
    -  215e brigade d'artillerie

  -   252e division (division blindée du Sinaï)
    -  10e brigade blindée « Harel » (réserve)
    -  12e brigade d'infanterie « Neguev » (réserve)
    -  14e brigade blindée « Machatz » (réserve)
    -  16e brigade d'infanterie « Jérusalem » (réserve)
    -  454e brigade d'artillerie (réserve)

  -  Bataillon de transmissions du commandement du Sud
  -  Unité d'ingénierie du commandement du Sud
  -  Unité de renseignement du commandement du Sud
  -  Unité 392 de la police militaire du commandement du Sud
  -  Unité médicale du commandement du Sud
  -  Unité de maintenance 653 du commandement du Sud
  -  Base d'entraînement « Tze'elim » du commandement du Sud
  -  5005e unité logistique (Sud-Ouest)
  -  5006e unité logistique (Sud-Est)